# Бажгалы
Бажгалы — деревня в Слободском районе Кировской области в составе Ильинского сельского поселения.

## География
Находится на левобережье Вятки на расстоянии примерно 5 км по прямой на восток-юго-восток от районного центра города Слободской.

## История
Известна с 1719 года как деревня Чюринская с населением 2 души. В 1764 году в деревне Чюринской и рядом расположенной деревне Шепинской 29 жителей вместе. В 1873 году в деревне Чурино-Щепинской (или Бажгалы и Чурины) дворов 19 и жителей 143, в 1905 25 и 167, в 1926 41 и 213, в 1950 28 и 79 соответственно. С 1939 нынешнее название фигурирует окончательно. В 1989 году оставался 1 постоянный житель.

## Население
Постоянное население составляло 0 человек в 2002 году, 10 в 2010.